# Monster World Tour
Monster World Tour bylo koncertní turné americké hardrockové skupiny Kiss na podporu alba Monster. Turné oficiálně začalo v Buenos Aires v Argentině a skončilo v kanadské Calgary. Kiss hráli poprvé od roku 2008 v Austrálii a poprvé od roku 2006 v Japonsku.

## Seznam písní
1. Psycho Circus
2. Shout It Out Loud
3. Let Me Go, Rock 'N' Roll
4. Hell or Hallelujah
5. I Love It Loud
6. Calling Dr. Love
7. Heaven's on Fire
8. War Machine
9. Say Yeah
10. Shock Me / Outta This World
11. God of Thunder
12. Detroit Rock City
13. Lick It Up
14. Love Gun
15. Black Diamond
16. Rock and Roll All Nite
17. I Was Made for Lovin' You

## Turné v datech
| Datum              | Město          | Stát          | Místo                                 |
| ------------------ | -------------- | ------------- | ------------------------------------- |
| Jižní Amerika      |                |               |                                       |
| 7. listopadu 2012  | Buenos Aires   | Argentina     | River Plate Stadium                   |
| 10. listopadu 2012 | Santiago       | Chile         | Maquinaria Festival                   |
| 12. listopadu 2012 | Asunción       | Paraguay      | Jockey Club                           |
| 14. listopadu 2012 | Porto Alegre   | Brazílie      | Gigantinho                            |
| 17. listopadu 2012 | São Paulo      | Brazílie      | Arena Skol Anhembi                    |
| 18. listopadu 2012 | Rio de Janeiro | Brazílie      | HSBC Arena                            |
| Austrálie          |                |               |                                       |
| 28. února 2013     | Perth          | Austrálie     | Perth Arena                           |
| 3. března 2013     | Adelaide       | Austrálie     | Victoria Park Racecourse              |
| 5. března 2013     | Melbourne      | Austrálie     | Etihad Stadium                        |
| 6. března 2013     | Melbourne      | Austrálie     | Etihad Stadium                        |
| 9. března 2013     | Sydney         | Austrálie     | Allphones Arena                       |
| 10. března 2013    | Sydney         | Austrálie     | Allphones Arena                       |
| 12. března 2013    | Brisbane       | Austrálie     | Brisbane Entertainment Centre         |
| 16. března 2013    | Mackay         | Austrálie     | Virgin Australia Stadium              |
| Evropa             |                |               |                                       |
| 1. června 2013     | Stockholm      | Švédsko       | Friends Arena                         |
| 3. června 2013     | Helsinky       | Finsko        | Hartwall Areena                       |
| 6. června 2013     | Sölvesborg     | Švédsko       | Sweden Rock Festival                  |
| 8. června 2013     | Stavanger      | Norsko        | Viking Stadion                        |
| 11. června 2013    | Kodaň          | Dánsko        | Forum Copenhagen                      |
| 12. června 2013    | Berlín         | Německo       | Waldbühne                             |
| 14. června 2013    | Praha          | Česko         | O2 Arena                              |
| 15. června 2013    | Vídeň          | Rakousko      | Nova Rock Festival                    |
| 17. června 2013    | Codroipo       | Itálie        | Villa Manin                           |
| 18. června 2013    | Milán          | Itálie        | Mediolanum Forum                      |
| 20. června 2013    | Curych         | Švýcarsko     | Hallenstadion                         |
| 22. června 2013    | Clisson        | Francie       | Hellfest                              |
| Severní Amerika    |                |               |                                       |
| 5. července 2013   | Victoria       | Kanada        | Save-On-Foods Memorial Centre         |
| 6. července 2013   | Vancouver      | Kanada        | Rogers Arena                          |
| 8. července 2013   | Kelowna        | Kanada        | Prospera Place                        |
| 10. července 2013  | Lethbridge     | Kanada        | Enmax Centre                          |
| 12. července 2013  | Edmonton       | Kanada        | Rexall Place                          |
| 14. července 2013  | Saskatoon      | Kanada        | Credit Union Centre                   |
| 16. července 2013  | Regina         | Kanada        | Brandt Centre                         |
| 17. července 2013  | Brandon        | Kanada        | Keystone Centre                       |
| 18. července 2013  | Winnipeg       | Kanada        | MTS Centre                            |
| 20. července 2013  | Cadott         | Spojené státy | Rock Fest                             |
| 23. července 2013  | Sudbury        | Kanada        | Sudbury Arena                         |
| 25. července 2013  | Ottawa         | Kanada        | Canadian Tire Centre                  |
| 26. července 2013  | Toronto        | Kanada        | Molson Amphitheatre                   |
| 27. července 2013  | London         | Kanada        | Budweiser Gardens                     |
| 29. července 2013  | Montreal       | Kanada        | Bell Centre                           |
| 31. července 2013  | Saint John     | Kanada        | Harbour Station                       |
| 1. srpna 2013      | Halifax        | Kanada        | Halifax Metro Centre                  |
| 3. srpna 2013      | St. John's     | Kanada        | Mile One Centre                       |
| 4. srpna 2013      | St. John's     | Kanada        | Mile One Centre                       |
| 7. srpna 2013      | Gilford        | Spojené státy | Meadowbrook U.S. Cellular Pavilion    |
| 9. srpna 2013      | Verona         | Spojené státy | Turning Stone Events Center           |
| 10. srpna 2013     | Uncasville     | Spojené státy | Mohegan Sun Arena                     |
| 12. srpna 2013     | Portsmouth     | Spojené státy | nTelos Wireless Pavilion              |
| 13. srpna 2013     | Simpsonville   | Spojené státy | Charter Amphitheater at Heritage Park |
| 16. srpna 2013     | Orlando        | Spojené státy | Amway Center                          |
| 18. srpna 2013     | Hollywood      | Spojené státy | Hard Rock Live                        |
| Asie               |                |               |                                       |
| 19. října 2013     | Chiba          | Japonsko      | Makuhari Messe                        |
| 21. října 2013     | Osaka          | Japonsko      | Osaka-jō Hall                         |
| 23. října 2013     | Tokio          | Japonsko      | Budokan Hall                          |
| 24. října 2013     | Tokio          | Japonsko      | Budokan Hall                          |
| Severní Amerika    |                |               |                                       |
| 8. listopadu 2013  | Calgary        | Kanada        |                                       |

## Sestava
- Paul Stanley – rytmická kytara, zpěv
- Gene Simmons – basová kytara, zpěv
- Tommy Thayer – sólová kytara, zpěv
- Eric Singer – bicí, zpěv